# Driftwood
Driftwood (bra: Turbilhão da Vida) é um filme de drama estadunidense produzido e dirigido por Allan Dwan e estrelado por Ruth Warrick, Walter Brennan, Dean Jagger e Charlotte Greenwood. Foi lançado em 15 de setembro de 1947 pela Republic Pictures.
O filme foi restaurado pela Paramount Pictures, The Film Foundation e Martin Scorsese e foi exibido no Museu de Arte Moderna (MoMA) em 2 de fevereiro de 2018. A exibição fazia parte do programa do museu de exibir 30 filmes restaurados da biblioteca de Republic Pictures com curadoria de Scorsese.

## Elenco
- Ruth Warrick como Susan Moore
- Walter Brennan como Murph
- Dean Jagger como Dr. Steve Webster
- Charlotte Greenwood como Mathilda
- Natalie Wood como Jenny Hollingsworth
- Jerome Cowan como Prefeito Snyder
- H. B. Warner como Reverendo J. Hollingsworth / "Grandpappy"
- Margaret Hamilton como Essie Keenan
- Hobart Cavanaugh como Juiz Beckett
- Francis Ford como Abner Green
- Alan Napier como Dr. Nicholas Adams
- Howland Chamberlain como Hiram Trumbell
- James Bell como Xerife Bolton
- Teddy Infuhr como Lester Snyder
- James Kirkwood como Reverendo MacDougal
- Ray Teal como Clem Perkins

## Recepção
Em 1º de fevereiro de 2018, Richard Brody, do The New Yorker, elogiou Driftwood como uma "obra-prima eletrizante e excêntrica" do diretor Allan Dwan, um filme que tem uma "devoção quase jornalística aos detalhes" e "tipifica e expande a inspiração central de Dwan: sua dramatização de um espesso emaranhado de conexões sociais e linhas conflitantes de poder e paixão que aparentemente dão vida à própria cidade junto com seus personagens individuais." Brody também comentou que a personagem de Jenny Hollingsworth é "uma das personagens infantis mais idiossincráticas e originais que já vi em um filme de Hollywood".